# The Gun
Gun var en brittisk hårdrockgrupp som bildades 1967 av basisten Paul Curtis (egentligen Paul Gurvitz) hans bror Adrian Curtis (egentligen Adrian Gurvitz) som sjöng och spelade gitarr och trummisen Louie Farrell (egentligen Brian John Farrell). Gruppen är mest ihågkommen för sin  låt Race With The Devil från 1968 som var en topp 10 hit i Storbritannien. Det har även gjorts covers på låten med bland annat Judas Priest och Girlschool. Gruppen upplöstes 1970 och Paul och Adrian Gurvitz började spela i bandet Three Man Army och senare med Ginger Baker i Baker Gurvitz Army. Adrian Gurvitz hade en solohit med låten Classic 1982.

## Diskografi
Studioalbum
- Gun (1968)
- Gunsight (1969)

Samlingsalbum
- Gun / Gunsight (1999)
- Reloaded ((2007)

Singlar
- Race With The Devil / Sunshine (1968)
- Drives You Mad / Rupert's Travels (1969)
- Hobo / Don't Look Back (1969)
- Runnin' Wild / Drown Yourself In The River (1970)